# Trepuzzi
Trepuzzi – miejscowość i gmina we Włoszech, w regionie Apulia, w prowincji Lecce.
Według danych na rok 2004 gminę zamieszkiwały 14 143 osoby, 614,9 os./km².